# István Paulovics

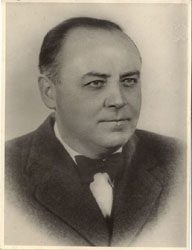
István Paulovics (1940)

István Paulovics, auch István Járdányi-Paulovics (* 28. Februar 1892 in Izsa; † 9. Dezember 1952 in Debrecen, Ungarn) war ein ungarischer Provinzialrömischer Archäologe und Altphilologe. Gegen Ende der 1920er Jahre ließ er seinen slawischen Nachnamen in Járdányi magyarisieren, veröffentlichte aber weiterhin unter dem Geburtsnamen.

## Leben und Werk
Paulovics wurde als Sohn des Kantors und Schulleiters József Paulovics und dessen Ehefrau Anna Haszpra im damals ungarischen Izsa, heute Iža in der Slowakei, geboren. Zwischen 1910 und 1914 studierte er an der damaligen Königlich-Ungarischen Universität in Budapest Ägyptologie, Archäologie, lateinische Philologie und Kulturgeschichte. Seine Studien schloss er mit einer 1917 veröffentlichten Promotionsarbeit zu den hellenistisch-ägyptischen Funden in Ungarn ab.
Noch 1914 trat er in den Dienst des Ungarischen Nationalmuseums. Hier absolvierte er ein unentgeltliches Praktikum in der Münz- und Altertumsabteilung. Später wurde er im Bereich der Altertumsabteilung einer der Kustoden. Während dieser Zeit konzeptionierte er unter anderem im Jahr 1926 die Dauerausstellung des Museums für dessen römische Steindenkmäler, die in dieser Form bis 1998 bestand. Besonderen Stellenwert legte er auf die Erforschung des Limes Pannonicus. In den Jahren 1927 und 1928 sowie Anfang der 1940er Jahre führte er die ersten wissenschaftlichen Grabungen am Legionslager Brigetio durch. Im Jahr 1931 beziehungsweise 1932 forschte Paulovics erstmals am Kastell Intercisa. Dabei richtete er sein Hauptaugenmerk auf die Beschaffenheit der Wehrmauer und die Bestimmung der Gesamtausdehnung des Kastellareals. 1934 legte er den Burgus Verőcemaros-Dunamező frei. Ab 1935 begann er mit den ersten wissenschaftlichen Ausgrabungen am Kastell Campona. Ein wichtiges Ergebnis seiner Arbeit dort war die zweifelsfreie Identifizierung des Lagers als das antike Campona. Am 29. Juni 1936 wurde er an der Universität Budapest habilitiert und war dort bis 1938 als Privatdozent (Professor) tätig. In dieser Zeit war er auch als Direktor der Altertumsabteilung am Nationalmuseum beschäftigt. Im darauffolgenden Jahr erhielt er vom Ungarischen Nationalmuseum den Auftrag, die Überreste des spätrömischen Binnenkastells Ságvár zu untersuchen. Auf einer Studienreise besuchte er Italien, Griechenland und den Balkan.

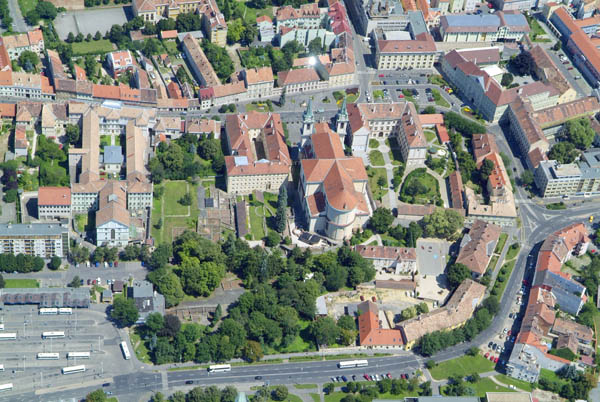
Kathedrale und Bischofssitz in Szombathely. Der dort gelegene archäologische Park ist postum als Járdányi Paulovics István-Ruinengarten benannt worden.

Im Jahr 1938 wechselte er zum Institut für Alte Geschichte und Klassische Archäologie an die Universität Pécs und wurde dort am 28. Juli 1938 zum Außerordentlichen Privatdozenten (Professor) ernannt. Nach seinen Grabungen am pannonischen Donaulimes beschäftigte sich der Archäologe nun intensiv mit der spätrömischen Vergangenheit von Szombathely, dem antiken Savaria. Hierbei interessierten ihn die frühchristlichen Monumente, der in Savaria geborenen Martin von Tours sowie die Frage, an welcher Stelle dort die Basilika des Quirinus von Siscia gestanden haben könnte. Er nahm an, diese Basilika bei seinen 1938 begonnenen Ausgrabungen im Bischofsgarten von Szombathely entdeckt zu haben. Über diese Identifizierung kamen später jedoch starke Zweifel auf. Paulovics grub noch bis ins Kriegsjahr 1941 in Szombathely. 1939 beschäftigte er sich mit der Einrichtung des ersten modernen römischen Lapidariums im Souterrain des Museums von Szombathely. Wichtig war ihm dabei unter anderem die Lichtführung zu den bedeutendsten Stücken.
Ab 1940 lehrte er mit einer Professur an der Universität Debrecen Alte Geschichte und Archäologie. Die Beschäftigung mit der angeblich „römischen“ Stadtmauer von Vasvár sowie mit den Ruinen der dortigen St.-Michaels-Kirche gehörten 1948 zu seinen letzten Tätigkeiten als aktiv grabender Archäologe. Seine Ergebnisse legte er 1949 vor. Mit der Machtergreifung des sozialistischen Regimes in Ungarn begann ab 1949 der Umbau der Universität Debrecen. Gleichzeitig sank die Zahl der Studenten im Bereich der Altertumswissenschaften. Im April 1950 wurde angeordnet, das Institut für Altertumswissenschaften, an dem Paulovics tätig war, aufzulösen und in das Historische Institut zu überführen. Damit verlor er seine bisherige Lehramtsposition. Während Paulovics bereits unheilbar erkrankte, versuchte er weiterhin, der Archäologie wieder ihren Stellenwert an der Universität zurückzugeben und wehrte sich gegen eine Verkürzung der Geschichte auf Basis der sozialistischen Ideologie. Zwar kam es nicht mehr zur Wiederaufnahme eines eigenständigen Fachbereichs für Archäologie, doch wurde ein Seminar für Alte Geschichte bewilligt. Mit den Studenten unternahm er unter anderem Studienfahrten nach Savaria, Aquincum (Óbuda), Gorsium (Tác) und Patria (Pécs). Auch in seinem letzten Lebensjahr, als er sich bereits sehr krank fühlte, war er so im Frühjahr und Sommer unterwegs, bevor er ins Krankenhaus kam und am 9. Dezember 1952 verstarb.
Paulovics war Mitglied der Ungarischen Gesellschaft für Archäologie und Kunstgeschichte (Magyar Régészeti és Történeti Társulatnak) sowie des Deutschen Archäologischen Instituts.
Paulovics galt als ausgezeichneter Sänger dessen musikalisches Talent insbesondere der Vater gefördert hatte. Er war mit der Lehrerin und Amateurmusikerin Maria Eperjessy verheiratet. Der in Budapest geborene ungarische Komponist und Musikpädagoge Pál Járdányi (1920–1966) war sein Sohn. Die Familie hatte noch eine Tochter mit Namen Márta.

## Postum
In Erinnerung an den Archäologen erhielt der im ehemaligen Bischofsgarten liegende archäologische Park von Szombathely den Namen Járdányi Paulovics István-Ruinengarten und in Vasvár erinnert eine Straße, die Járdányi Paulovics utca, an ihn.

## Schriften (Auswahl)
- A vasvári régészeti kutatások eredményei az 1948, évben, Debrecen 1949.
- A szombathelyi Szent Márton-egyháznak Savariai Szent Márton születéshelyének rómaikori eredete. Szombathely 1944.
- Dacia keleti határvonala és az ugynevezet “dák”-ezüstkincsek kérdése. Kolozsvár 1944.
- Savaria – Szombathely topográfiája (= Acta Savariensia 1), Szombathely, 1943.
- Lapidarium Savariense. Római kőemlékek új felállítása a szombathelyi múzeumban. Martineum Könyvnyomda, 1943.
- Funde und Forschungen in Brigetio (Szőny). In: Laureae Aquincenses II (= Dissertaciones Pannonicae II/11), 1941, S. 118–164.
- Szent Quirinus savariai bazilikájának feltárása. In: Vas Megye Közgyűlése 5, Nr. 3 (1938), S. 138–152.
- Il limes romano in Ungheria. Istituto di Studi Romani, Rom 1938.
- A Dunapentelei római telep (Intercisa). A maradványok története, a kutatások irodalma (Die römische Ansiedlung von Dunapentele (Intercisa), Geschichte der Überreste, Bibliographie der Forschungen, Fundergebnisse von 1926). (= Archaeologia hungarica 2), Királyi magyar egyetemi nyomda, Budapest 1927.
- Hellenisztikus egyiptomi emlékek Magyarországon. Doktori ért, Heisler és Kózol, 1917.